# 15582 Russellburrows
A 15582 Russellburrows (ideiglenes jelöléssel 2000 GZ73) a Naprendszer kisbolygóövében található aszteroida. A LINEAR projekt keretében fedezték fel 2000. április 5-én.